# Il mio ex - Le canzoni di Paolo Limiti vol. 2
Il mio ex - Le canzoni di Paolo Limiti vol. 2 è un album della cantante Giovanna pubblicato dall'etichetta Azzurra music nel 2010.

## Tracce
1. Entre mis brazos (Paolo Limiti, G. Nocetti)
2. Lei chi è? (P. Limiti, G. Nocetti)
3. Cosa farò (P. Limiti, G. Nocetti)
4. Dimenticarsi di dimenticare (P. Limiti, G. Nocetti)
5. Il ladro (P. Limiti, G. Nocetti)
6. Trenta giorni (P. Limiti, G. Nocetti)
7. Tempo d'estate (P. Limiti, G. Nocetti)
8. La voce del silenzio (P. Limiti, G. Nocetti)
9. Il mio ex (P. Limiti, Erasmo Carlos, Roberto Carlos Braga)
10. Spanish Ravel Bolero (Maurice Ravel, rielaborazione G. Nocetti)
11. Treinta dias (P. Limiti, G. Nocetti)
12. Fra le mie braccia (P. Limiti, G. Nocetti)